# Magnum (band)
Magnum is een Britse rockband uit Birmingham opgericht in 1972 en actief tot 2024.

## Geschiedenis
In het begin is Magnum een coverband die veel optreedt in de Rum Runner Night Club in Birmingham. In 1978 komt het debuutalbum 'Kingdom of Madness' uit, dat uitgebracht wordt onder het Jet Records label. Dit debuutalbum van Magnum haalt de 54ste plaats in de UK Charts en wordt door het tijdschrift Classic Rock als een klassieker aangemerkt. Het titelnummer van het album blijft gedurende de hele carrière van de band op de setlist staan. Met het album 'On a Storyteller's Night' breekt de band internationaal door. Magnum weet het succes van het album 'On a Storyteller's Night' vast te houden met opvolgers als 'Vigilante' en 'Wings of Heaven'. In 1995 wordt de band officieel opgeheven. Later zal dit slechts het begin van een (lange) pauze blijken te zijn: de groep wordt in 2001 opnieuw actief en zal dat blijven tot de dood van gitarist Tony Clarkin in 2024.

## Stijl
In haar lange carrière stelt Magnum een enorm repertoire samen. Stilistisch variëren de nummers van hardrock (bijvoorbeeld 'Before first light' van 'On a Storyteller's Night') tot AOR (bijvoorbeeld 'Need a lot of love' van 'Vigilante'). Bij tijd en wijle schrijft de band opvallend symfonische stukken, zoals het titelnummer van 'The Serpent Rings'. De redactie van het radioprogramma Xymphonia kenschetst de stijl als volgt: 'De muziek kun je het best omschrijven als classic rock/goed in het gehoor liggende AOR. Het is rechttoe rechtaan-muziek, gelardeerd met mooie toetsenpassages en orkestrale arrangementen, gekoppeld aan de herkenbare stem van Bob Catley en het karakteristieke gitaarwerk van Tony Clarkin'.

## Ongewone teksten, gewaardeerde nummers
Tony Clarkin is de gitarist, componist en tekstschrijver van Magnum. Naast de voor het genre gebruikelijke liefdesliedjes heeft hij veel nummers over ongewone onderwerpen geschreven. Clarkin laat daarbij standpunten horen, die niet per definitie de zijne zijn. Hij maakt ze - via de zang van Bob Catley - echter altijd invoelbaar voor het publiek. Zo horen we in 'Vigilante' de stem van een bange burger, die verlangt naar een sterke man, die orde op zaken komt stellen. 'Les Morts Dansant' gaat over de executie van vermeend 'laffe', Engelse soldaten tijdens de Eerste Wereldoorlog. Leden ze in werkelijkheid aan shellshock? In 'Shadow Town' horen we hoe iemand, waarschijnlijk een Engelse stadsbewoner, verdrietig kennis neemt van de armoede in de dorpen in het omliggende platteland. In 'Different Worlds' bestaat die schrijnende armoede zelfs direct naast grote rijkdom in een doodgewone, Europese stad (in Nice, geschreven na afloop van een bezoek van Clarkin aan deze stad). 'Didn’t Like You Anyway' weerspiegelt de aversie tegen een louche zakenman, die eigen gewin als enige drijfveer heeft. 
Deze nummers met ongewone teksten worden vaak hogelijk gewaardeerd. Zo behoort 'Vigilante' vrijwel onafgebroken tot de vijf meest gestreamde liedjes van Magnum op Spotify. 'Les Morts Dansants' is door de Amerikaanse zangeres Patty Smyth gecoverd onder de naam 'Call to Heaven' en uitgebracht op haar album 'Never Enough'.

## Magnum in Nederland en Vlaanderen
Door de decennia ontwikkelt Magnum zich tot een graag geziene gast op de podia in Nederland en Vlaanderen. De Nederlandse groep Leap Day neemt in 2021 het nummer 'May 5th' op, dat gezien kan worden als een eerbetoon aan de band.

## Overlijden Tony Clarkin en opheffing band
Op 9 januari 2024 maakt Magnum op hun Facebook-pagina bekend dat Tony  Clarkin - omringd door familie - op 7 januari na een korte ziekte vredig was overleden. Een maand eerder onthulde de band dat bij hem een zeldzame aandoening aan de wervelkolom was vastgesteld. Dit leidde toen tot de annulering van de voorjaarstournee van 2024. Het nieuwe album 'Here Comes the Rain' is op 7 januari 2024 al af en wordt vijf dagen later uitgebracht. Twee maanden na de release van het album kondigt Bob Catley aan dat hij niet verder kan met Magnum zonder Clarkin. Daarmee is de band de facto opgeheven.

## Discografie
- 1978 - Kingdom of Madness
- 1979 - Magnum II
- 1982 - Chase the Dragon
- 1983 - The Eleventh Hour
- 1985 - On a Storyteller's Night
- 1986 - Vigilante
- 1988 - Wings of Heaven
- 1990 - Goodnight L.A.
- 1992 - Sleepwalking
- 1994 - Rock Art
- 2002 - Breath of Life
- 2004 - Brand New Morning
- 2007 - Princess Alice And The Broken Arrow
- 2009 - Into The Valley Of The Moonking
- 2011 - The Visitation
- 2012 - On the 13th day
- 2014 - Escape from the Shadow Garden
- 2016 - Sacred Blood "Divine" Lies
- 2018 - Lost on the Road to Eternity
- 2020 - The Serpent Rings
- 2022 - The Monster Roars
- 2024 - Here Comes the Rain

## Compilaties
- 1987 - Mirador
- 1993 - Keeping the Nite Light Burning
- 2017 - The Valley of Tears – The Ballads